# Hiếu Cung Chương Hoàng hậu
Hiếu Cung Chương Hoàng hậu (chữ Hán: 孝恭章皇后; 22 tháng 2, 1398 - 26 tháng 9, 1462), còn gọi Thượng Thánh Hoàng thái hậu (上聖皇太后), Thánh Liệt Từ Thọ Hoàng thái hậu (聖烈慈壽皇太后) hoặc Tôn quý phi (孫貴妃), là Hoàng hậu thứ hai của Minh Tuyên Tông Chu Chiêm Cơ và là sinh mẫu của Minh Anh Tông Chu Kỳ Trấn.

## Tiểu sử
Hiếu Cung Chương hoàng hậu họ Tôn (孫氏), sinh ngày 6 tháng 2 (âm lịch) vào năm đầu Kiến Văn, là người Trâu Bình, Sơn Đông. Cha bà là Vĩnh Thành huyện chủ bộ Tôn Trung (孙忠), được tặng tước Hội Xương bá (會昌伯), rồi Thái bảo, sau đó cải tước thành An Quốc công (安國公). Tôn thị từ nhỏ được miêu tả là dung mạo mĩ lệ, thông hiểu lễ giáo. Bành Thành bá phu nhân, mẹ của Thái tử phi Trương thị (sau là Trương hoàng hậu của Minh Nhân Tông Chu Cao Sí) là người quê Vĩnh Thành nơi Tôn Trung làm việc, thường xuyên ra vào cung nên tiến cử Tôn thị cho cháu ngoại là Hoàng thái tôn Chu Chiêm Cơ. Minh Thành Tổ Chu Đệ cho phép Thái tử phi nuôi dưỡng Tôn thị trong cung, từ đó Tôn thị kết thân với Chu Chiêm Cơ và sớm trở thành tri kỷ.
Năm Vĩnh Lạc thứ 15 (1417), Thành Tổ chủ hôn cho Chu Chiêm Cơ, quyết định lập Hồ Thiện Tường làm chính thất Thái tôn phi. Tôn thị chỉ nhận địa vị  Thái tôn tần. Không lâu sau đó, Thái tôn tần sinh hạ Thường Đức công chúa.

## Phong Phi lập Hậu
Năm đầu Tuyên Đức (1425), cha của Chu Chiêm Cơ là Minh Nhân Tông Chu Cao Sí băng hà. Chu Chiêm Cơ bấy giờ là Thái tử kế thừa ngôi vị, tức Minh Tuyên Tông. Hồ Thiện Tường trở thành Hoàng hậu, còn Tôn thị nhận sách phong Quý phi, địa vị cao nhất hậu cung chỉ sau Hồ hoàng hậu. Theo lệ sách phong hậu cung, Hoàng hậu là người duy nhất được nhận [Kim bảo; 金宝], nhưng vì Minh Tuyên Tông có tình cảm sâu nặng với Tôn quý phi vượt xa Hồ hoàng hậu nên đặc biệt cấp cho bà vật này, từ đó tạo tiền lệ cho Quý phi đắc sủng hậu cung.
Năm Tuyên Đức thứ 2 (1427), Tôn quý phi hạ sinh Hoàng tử Chu Kì Trấn, Tuyên Tông rất vui mừng, thêm phần sủng ái Tôn thị. Theo Minh sử ghi lại, Chu Kì Trấn là do cung nữ Kỷ thị được lâm hạnh mà sinh ra, Tôn quý phi giả mang thai để tranh sủng, rồi lấy con Kỷ thị nhận làm con mình. Hiện tại vẫn chưa khảo chứng được độ chính xác của câu chuyện vì Minh sử tương đối thích ghi lời đồn, như trường hợp của Hoàng quý phi Vạn Trinh Nhi. Cũng có thể câu chuyện được thêu dệt từ sự tích "Ly miêu hoán Thái tử" thời nhà Tống.
Hồ hoàng hậu chỉ sinh Công chúa mà không có con trai nên bị Tuyên Tông lạnh nhạt. Sau đó, Tuyên Tông ép buộc Hồ hoàng hậu nhường lại Hậu vị cho Tôn quý phi. Tuyên Tông triệu tập triều thần nghị sự, nói: ["Trẫm đã 30 tuổi mà chưa có đích, cũng may Tôn quý phi sinh hạ Hoàng trưởng tử Chu Kỳ Trấn, mẫu từ tử quý, lại phần an ủi. Vậy Hoàng hậu nên xử trí thế nào?"]. Tuyên Tông tiếp tục liệt kê nhiều điểm xấu của Hoàng hậu. Tôn quý phi mừng thầm nhưng vẫn ra vẻ từ chối: ["Hậu lành bệnh thì ắt sẽ sinh Hoàng đích tử. Con của tiện thiếp nào có thể sánh với Đích tử?"]. Sử gia Thái Đông Phiên nhận định: ["Tôn quý phi thân thể quyến rũ, tính tình giảo hoạt... Mọi cách lấy lòng thượng ý, Tuyên Tông hoàng đế cứ thế bị thị đùa bỡn trong tay"].
Năm Tuyên Đức thứ 3 (1428), mùa xuân, Tuyên Tông ra chỉ phế truất Hồ hoàng hậu. Ngày 1 tháng 3 (âm lịch) cùng năm, Tuyên Tông lập Tôn quý phi làm Kế hậu, Hoàng tử Chu Kỳ Trấn được phong Hoàng thái tử. Trước hoàn cảnh con dâu đáng thương, tính tình khiêm nhường lại bị phế, mẹ Tuyên Tông là Trương thái hậu thường xuyên triệu Hồ thị vào Thanh Ninh cung. Khi có yến tiệc, Hồ thị cũng được Thái hậu sắp xếp ngồi ở vị trí cao hơn Tôn hoàng hậu, vì vậy Tôn hậu luôn cảm thấy bị bẽ mặt.

## Hoàng thái hậu
Năm Tuyên Đức thứ 10 (1435), Minh Tuyên Tông băng hà, Thái tử Chu Kì Trấn kế vị, tức Minh Anh Tông. Trương thái hậu được tôn làm Thái hoàng thái hậu, còn Tôn hậu được tôn làm Hoàng thái hậu. Lúc này, Thái hoàng thái hậu chủ trì việc giáo dục Anh Tông, hành trạng của Tôn thái hậu không được ghi lại nhiều. Ngày 18 tháng 8 (âm lịch) năm Chính Thống thứ 14 (1449), Minh Anh Tông thân chinh Ngõa Lạt, Tôn thái hậu lấy quyền Hoàng thái hậu, mệnh Thành vương Chu Kỳ Ngọc giám quốc. Khi Anh Tông bị bắt trong Sự biến Thổ Mộc bảo, chấn động triều đình, Tôn thái hậu cùng Tiền hoàng hậu của Anh Tông đích thân dùng châu báu để chuộc Anh Tông về.
Tháng 9 cùng năm, do không thể bỏ trống ngôi vua, triều thần đã khuyên Tôn thái hậu chủ trì, lập Thành vương Chu Kỳ Ngọc làm Hoàng đế, tức Minh Đại Tông, nhưng vẫn để con trai của Minh Anh Tông là Chu Kiến Thâm làm Hoàng thái tử để đảm bảo ổn định dòng dõi. Ngày 4 tháng 12, Tôn thái hậu được tôn hiệu Thượng Thánh Hoàng thái hậu (上聖皇太后), còn sinh mẫu của Đại Tông là Ngô thị được tôn Hoàng thái hậu mà không có tôn hiệu để phân biệt đích thứ. Đây là lần đầu tiên lịch sử nhà Minh tồn tại hai vị Hoàng thái hậu. Minh Anh Tông trở về, được tôn Thái thượng hoàng nhưng bị giam ở Nam Cung, Tôn thái hậu nhiều lần thăm hỏi. Khi này Đại Tông cảm thấy Hoàng vị bị uy hiếp nên phế truất Chu Kiến Thâm, lập con mình là Chu Kiến Tế làm Hoàng thái tử thay thế.
Năm Cảnh Thái thứ 8 (1457), Minh Anh Tông phục vị, phế truất Minh Đại Tông. Tôn thái hậu được cải tôn hiệu thành Thánh Liệt Từ Thọ Hoàng thái hậu (聖烈慈壽皇太后), từ đó thành lệ dâng tôn hiệu cho Hoàng thái hậu trong Hậu cung nhà Minh.
Năm Thiên Thuận thứ 6 (1462), ngày 4 tháng 9 (âm lịch), Tôn thái hậu qua đời. Thụy hiệu của bà là Hiếu Cung Ý Hiến Từ Nhân Trang Liệt Tề Thiên Phối Thánh Chương hoàng hậu (孝恭懿憲慈仁庄烈齊天配聖章皇后), hợp táng cùng Minh Tuyên Tông ở Cảnh lăng.

## Phim ảnh
| Năm  | Phim ảnh truyền hình   | Diễn viên    | Nhân vật     |
| 2019 | 《Đại Minh Phong Hoa》 | Thang Duy    | Tôn Nhược Vy |
| 2022 | 《Thượng Thực》        | Ngô Cẩn Ngôn | Diêu Tử Khâm |